# Alexander Schulz (Veranstalter)

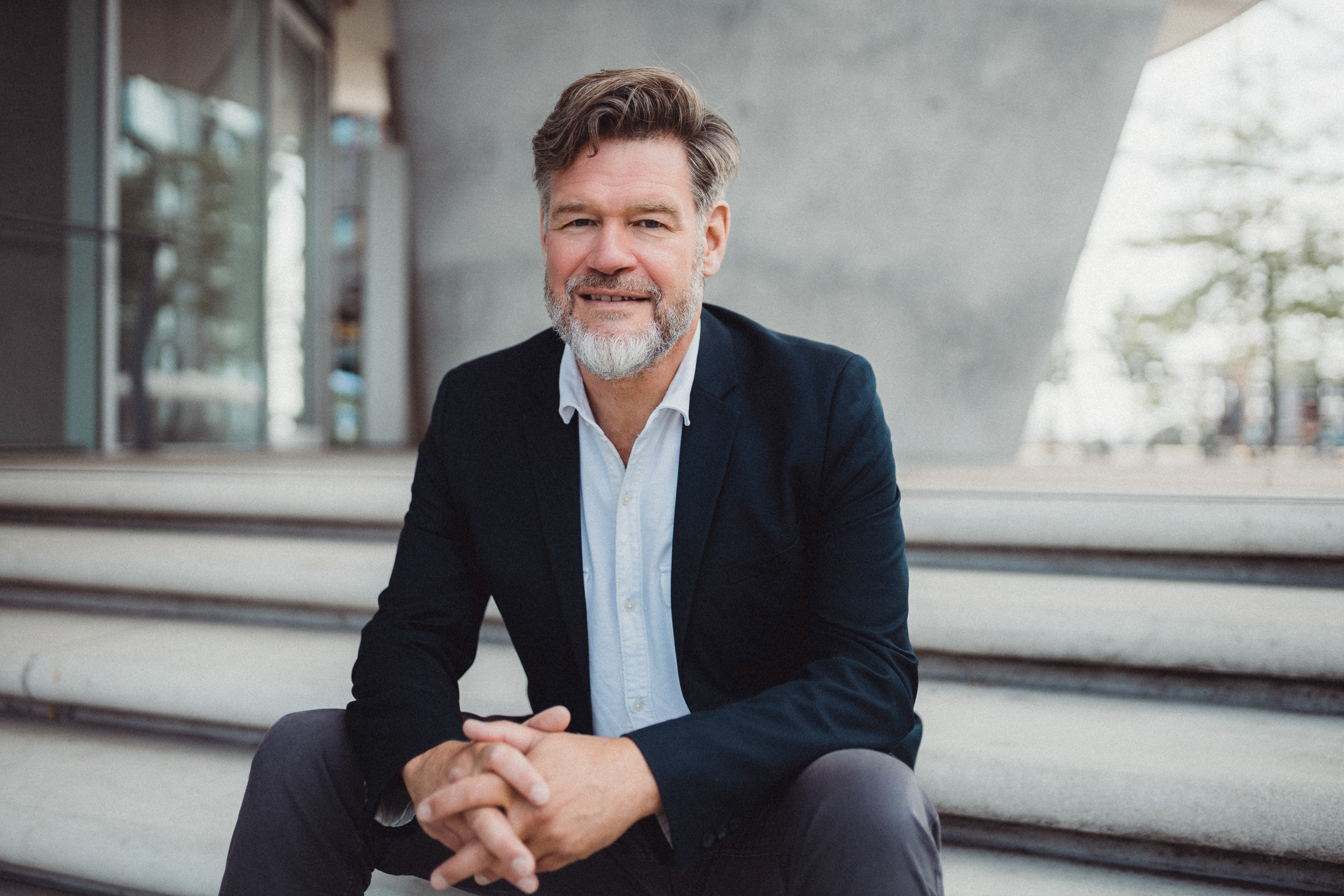
Alexander Schulz (2020)

Alexander Schulz (* 24. September 1966 in Hannover) ist ein deutscher Veranstalter. Er ist Inhaber und Geschäftsführer der Hamburger Eventagentur Inferno Events und des Hamburger Musikclubs Häkken, Leiter des Jazzfestivals Elbjazz und Vorsitzender der Interessengemeinschaft Hamburger Musikwirtschaft. Schulz ist Gründer und Geschäftsführer des Reeperbahn Festivals.

## Leben
Alexander Schulz lebt seit 1970 in Reinbek, wo er an der Sachsenwaldschule sein Abitur ablegte. Er studierte von 1989 bis 1993 Angewandte Kulturwissenschaften an der Leuphana Universität Lüneburg. Während seines Studiums zeichnete er als Booker für das Programm diverser Hamburger Clubs und Festivals verantwortlich und arbeitete als Regieassistent am Thalia Theater. 1992 gründete er den Inferno Musikverlag, 1993 das Plattenlabel Jam Records, bevor er 1998 die Agentur Inferno Events ins Leben rief, zu deren Portfolio Corporate Events für Kunden wie Lufthansa und Unilever, öffentliche Veranstaltungen wie Theaternacht Hamburg sowie  Formate wie der „After Work Club“ zählen. Seit 2006 ist er Geschäftsführer des Reeperbahn Festivals, seit 2016 Festivalleiter [SS1] des Elbjazz-Festivals und Vorsitzender der Interessengemeinschaft Hamburger Musikwirtschaft. Seit 2019 ist Schulz Geschäftsführer des Musikclubs Häkken. Er war Gastdozent unter anderem an der Folkwang Universität der Künste, der Hochschule für Musik und Theater München und der Leuphana Universität Lüneburg.

## Reeperbahn Festival
2006 rief Alexander Schulz mit seiner Agentur Inferno Events und der Karsten Jahnke Konzertdirektion das Reeperbahn Festival ins Leben und wurde dessen Geschäftsführer. Das Format begann zunächst als reines Musikfestival und wurde ab 2009 nach dem Vorbild des texanischen South By Southwest um ein Konferenzprogramm für Fachbesucher aus der Musikwirtschaft ergänzt. Mit einem viertägigen Programmangebot, in dem neben rund 500 Livekonzerten und aktuellen Themen der Musikwirtschaft auch gesellschaftliche und politische Entwicklungen beleuchtet werden, gilt das Reeperbahn Festival heute als wichtige europäische Plattform der internationalen Popkultur und Musikwirtschaft.

### Reeperbahn Festival International
Mit dem vom Auswärtigen Amt unterstützten Format Reeperbahn Festival International agiert das von Alexander Schulz geleitete Reeperbahn Festival als Kulturbotschafter und ermöglicht im Rahmen von fünf Spin-Offs sowohl europäischen Musikern als auch Musikunternehmen Zugang zu Musikmärkten in den USA (Los Angeles, Nashville, New York), China und Afrika.

### Anchor Reeperbahn Festival International Music Award
2016 rief Alexander Schulz den internationalen Musikpreis Anchor ins Leben, der jährlich im Rahmen des Reeperbahn Festivals verliehen wird und aufstrebende Talente auf dem Weg in eine internationale Karriere begleiten soll.

### Initiative „Keychange“
im Rahmen der 2017 ins Leben gerufenen Initiative „Keychange“, die sich für ein ausgewogenes Geschlechterverhältnis in der Musik einsetzt und deren hauptverantwortlicher Partner seit 2019 das Reeperbahn Festival ist, verpflichten sich Musikorganisationen aus aller Welt, ein ausgeglichenes Geschlechterverhältnis in ihrer Programmierung anzustreben. Der von Alexander Schulz 2017 initiierten „Keychange Pledge“ haben sich inzwischen über 600 Festivals, Organisationen, Unternehmen und Radiostationen angeschlossen.

## Elbjazz
Seit 2016 ist Alexander Schulz organisatorischer Leiter des Elbjazz-Festivals, einem zweitägigen internationalen Musikfestival im Hamburger Hafen, das gemeinschaftlich von FKP Scorpio, Karsten Jahnke sowie Inferno Events durchgeführt wird.

## Auszeichnungen
Für das Reeperbahn Festival nahm Schulz 2013 die Auszeichnung „Hamburger des Jahres“ des Senders Hamburg 1 entgegen.